# Obrium consulare
Obrium consulare là một loài bọ cánh cứng trong họ Cerambycidae.